# Hermelinorden (Frankreich)
Der Hermelinorden war ein Ritterorden, der im Jahre 1381 vom bretonischen Herzog Johann V. gestiftet wurde. Nach der Eingliederung der Bretagne in das Königreich Frankreich (16. Jahrhundert) wurde er als Ordre de l' hermine oder auch als l' Ordre de A ma vie bezeichnet; später versank er in der Bedeutungslosigkeit. Als einziger Ritterorden gestattete er auch Damen die Mitgliedschaft, die dann als Chevalières bezeichnet wurden.

## Symbolik
In einer bretonischen Legende (siehe Weblink) wird überliefert, dass ein Hermelin lieber sterben wollte als sein weißes Winterfell im Schlamm schmutzig zu machen. Eine ähnlich lautende Legende bildet den Hintergrund für den Wahlspruch „malo mori quam foedari“ („lieber sterben als besudelt werden“) des neapolitanischen Hermelinordens. Wo und wann die Legende ihren Ursprung hat, ist unbekannt, doch galt das weiße Hermelinfell in weiten Teilen des mittelalterlichen Europa als Symbol von – moralischer – Reinheit und Unschuld.
Aufgrund der Tatsache, dass sich nur hohe weltliche und kirchliche Würdenträger einen kostbaren Hermelinmantel leisten konnten, wurde ein solcher Mantel bereits im ausgehenden Mittelalter, vor allem aber in der Zeit des Absolutismus (Ludwig XIV.) zu einem Insignium der Macht.

## Ordensdekoration
Das Ordenszeichen bestand aus einem Halsband, das aus zwei Ketten in Ringform bestand. Beide Ringe waren mit zwei Kronen versehen und verbunden. Eine Krone davon hing am Ring auf der Brust. Eine zweite Krone war auf dem Nacken positioniert. Jede der beiden achtgliedrigen Ketten hatte zwischen den Gliedern schreitende Hermeline. An den durch die zwei Kronen zu unterscheidenden Seiten, waren der Hermelinkörper mit einem Bande umwunden. Auf dem Band war emailliert wechselnd in schwarz und weiß buchstabenweise die Devise „A ma vie“.
An der Krone auf der Brustseite hing an zwei Kettchen ein Hermelin mit der Ordensdevise. Eine rangabhängige Ordenskette, goldene oder vergoldete silberne Ordenskette, wurde vom Herzog ausgegeben. Der Herzog selbst trug eine mit Edelsteinen und Perlen besetzte Ordenskette.

## Wiederbelebung
Im Jahre 1972 wurde in Vannes auf einer Tagung des Institut Culturel de Bretagne die Wiederbelebung des Ordens beschlossen. Seitdem wurden alljährlich mehrere Personen mit der Ordensmitgliedschaft geehrt; die Ordenskette ist jedoch neu gestaltet worden.